# 千以上の言葉を並べても...
『千以上の言葉を並べても...』（せんいじょうのことばをならべても）は、GARNET CROWの4枚目のシングル。2000年9月27日にGIZA studioから発売された。

## 解説
3ヶ月連続シングルリリースの第1弾。もともと4thシングルとしては、2000年8月9日にシングル「Rhythm」がリリースされる予定だったが発売中止になり、この楽曲が4thシングルとして採用されることとなった。

## 収録曲
1. 千以上の言葉を並べても...
  - 作詞：AZUKI七 / 作曲：中村由利 / 編曲：古井弘人

童夢企業CMソング[1]
2. blue bird
  - 作詞：AZUKI七 / 作曲：中村由利 / 編曲：古井弘人
3. 千以上の言葉を並べても...（instrumental）

## 収録アルバム
- first soundscope 〜水のない晴れた海へ〜（#1）
- Best（#1）
- THE BEST History of GARNET CROW at the crest...（#1）
- GOODBYE LONELY 〜Bside collection〜 (#2)
- THE ONE 〜ALL SINGLES BEST〜（#1）